# Ian Tapp
Ian Tapp é um sonoplasta estadunidense. Venceu o Oscar de melhor mixagem de som na edição de 2009 por Slumdog Millionaire, ao lado de Resul Pookutty e Richard Pryke.